# Басанкусу (аэропорт)
Аэропорт Басанкусу (фр. Aéroport de Basankusu) (ИАТА: BSU, ИКАО: FZEN) — взлетно-посадочная полоса расположенная к северу от одноимённого города Басанкусу, провинция Экваториальная, на северо-западе Демократической Республики Конго.

## История
В 2015 году в аэропорту Басанкусу было 70 взлетов и посадок, все внутренние, в общей сложности 194 пассажира, 5 тонн прибывающих грузов и менее 1 тонны исходящих грузов.

## Галерея

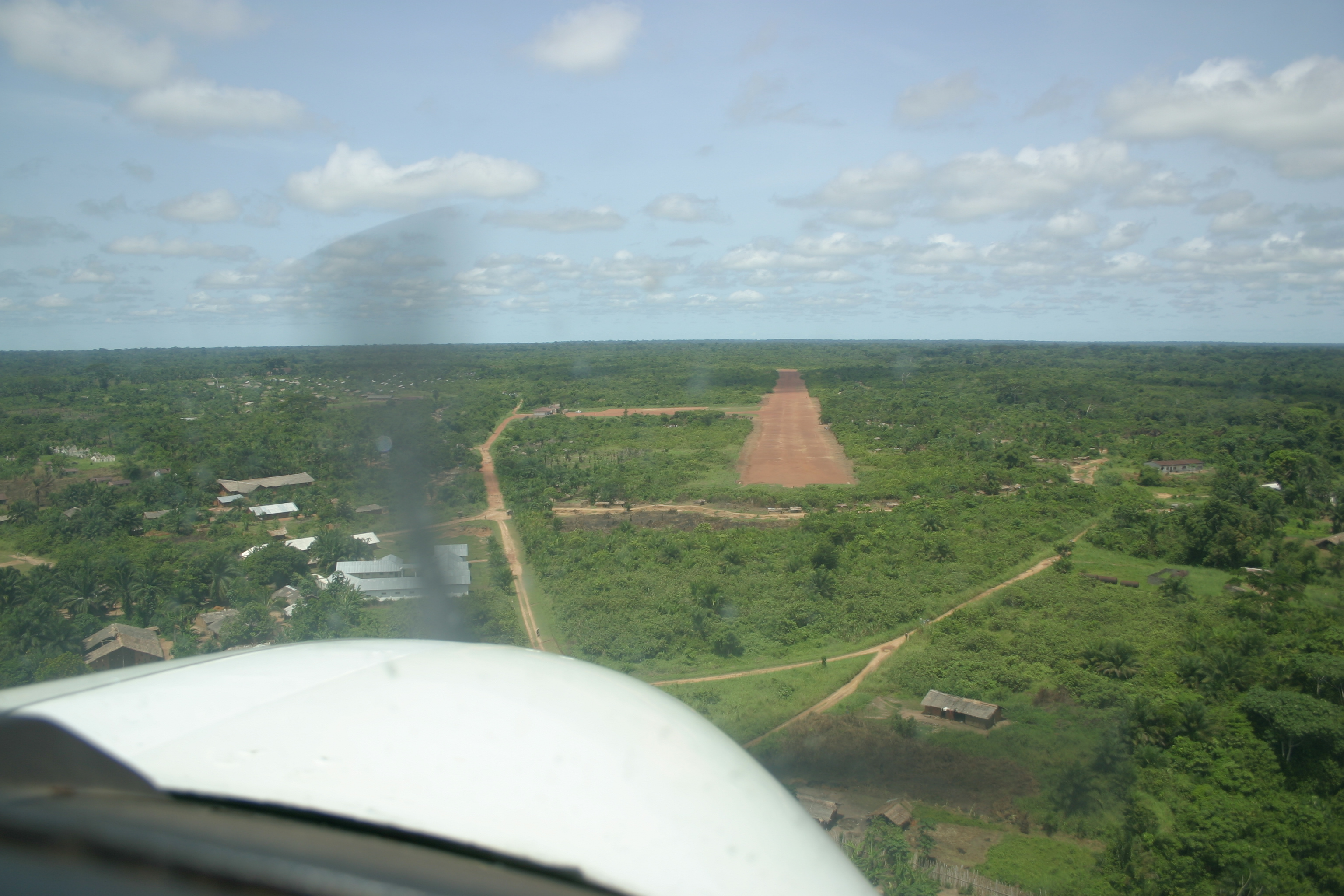
Посадка в аэропорту Басанкусу.